# Diamante (cantante)
Diamante, pseudonimo di Diamante Azzura Bovelli (Boston, 7 settembre 1996), è una cantante statunitense.

## Biografia
Ha debuttato nel 2013 con la pubblicazione del singolo "Goodbye", seguito un anno dopo da "Bite Your Kiss", e nell'aprile del 2015 ha pubblicato l'extended play Dirty Blonde.
La sua prima pubblicazione importante è stata il singolo del 2017 "Haunted". Il 15 giugno 2018 ha pubblicato il suo primo album in studio,  Coming in Hot, per conto dell'etichetta discografica Better Noise Records, comprendente i brani "Sleepwalking" e "War Cry". Nel 2017 ha collaborato con gli All That Remains, nella cover di Garth Brooks "The Thunder Rolls", inclusa nel loro album Madness.
Nel 2018 ha collaborato coi Bad Wolves al brano "Hear Me Now", dal loro album di debutto Disobey, e nell'anno successivo si è esibita in tour coi Breaking Benjamin, per promuovere il suo album. Negli ultimi mesi del 2019 ha promosso il suo primo tour proprio, il Blue Balls Holiday.
Il 17 gennaio 2020 Diamante ha annunciato la sua uscita dall'etichetta Better Noise, e ha poi pubblicato il singolo "Obvious", del quale ha inciso anche una versione acustica pubblicata il 14 febbraio. Il 17 aprile 2020 Diamante ha pubblicato il terzo singolo "Serves You Right". Il 29 maggio 2020 ha pubblicato il quarto singolo "Ghost Myself". Il 10 giugno ha pubblicato una cover dei Goo Goo Dolls, "Iris", con la collaborazione del cantante dei Breaking Benjamin, Benjamin Burnley.
Nell'aprile del 2021 Diamante ha annunciato il suo secondo album in studio, American Dream, pubblicato il 7 maggio dello stesso anno.
Il 28 ottobre 2022 la cantante ha pubblicato un EP di cover intitolato The Diamond Covers. Il 10 novembre 2023 ha pubblicato il singolo inedito 1987.

## Discografia

### Album in studio
| Title          | Details                                         | Peak chart positions | Peak chart positions |
| Title          | Details                                         | US Heat.             | US Indie.            |
| -------------- | ----------------------------------------------- | -------------------- | -------------------- |
| Coming in Hot  | - Released: June 15, 2018 - Label: Better Noise | 12                   | 49                   |
| American Dream | - Released: May 7, 2021 - Label: self-released  | —                    | —                    |

### EP
| Title              | EP details                                                                                  |
| ------------------ | ------------------------------------------------------------------------------------------- |
| Dirty Blonde       | - Released: April 7, 2015 - Label: Diamond Certified Records - Format: EP, digital download |
| The Diamond Covers | - Released: October 28, 2022 - Label: Anti-Heroine - Format: EP, digital download           |

### Singoli

#### Come artista principale
| Title                          | Year | Peak chart positions | Peak chart positions | Album              |
| Title                          | Year | US Air.              | US Main.             | Album              |
| ------------------------------ | ---- | -------------------- | -------------------- | ------------------ |
| "Bite Your Kiss"               | 2014 | —                    | —                    | Non-album single   |
| "Coming in Hot"                | 2017 | —                    | —                    | Coming In Hot      |
| "Haunted"                      | 2018 | 38                   | 13                   | Coming In Hot      |
| "Obvious"                      | 2020 | —                    | —                    | American Dream     |
| "Serves You Right"             | 2020 | —                    | —                    | American Dream     |
| "Ghost Myself"                 | 2020 | —                    | —                    | American Dream     |
| "Iris" con i Breaking Benjamin | 2020 | —                    | —                    | American Dream     |
| "I Love Myself for Hating You" | 2020 | —                    | —                    | American Dream     |
| "Difícil De Amar"              | 2022 | —                    | —                    | Non-album singles  |
| "American Dream" con i Lit     | 2022 | —                    | —                    | Non-album singles  |
| "Running Up That Hill"         | 2022 | —                    | —                    | The Diamond Covers |
| Like a Prayer                  | 2022 | —                    | —                    | The Diamond Covers |
| "1987"                         | 2023 | —                    | —                    | Non-album singles  |

#### Come artista ospite
| Title                                                     | Year | Peak chart positions | Peak chart positions | Album   |
| Title                                                     | Year | US Main.             | US Rock              | Album   |
| --------------------------------------------------------- | ---- | -------------------- | -------------------- | ------- |
| "The Thunder Rolls" (All That Remains featuring Diamante) | 2017 | 23                   | 26                   | Madness |
| "Hear Me Now" (Bad Wolves featuring Diamante)             | 2018 | 2                    | 25                   | Disobey |

### Video musicali
| Title                           | Year | Director(s)            | Ref.   |
| ------------------------------- | ---- | ---------------------- | ------ |
| "Goodbye"                       | 2013 | Felipe Holguín Caro    | [ 24 ] |
| "Bite Your Kiss"                | 2014 | CODENAME               | [ 25 ] |
| "Coming in Hot"                 | 2017 | Nayip Ramos            | [ 26 ] |
| "Had Enough"                    | 2018 | Sofia Lane             | [ 27 ] |
| "I'm Sorry"                     | 2018 | Ben Guzman, Ryan Ewing | [ 28 ] |
| "Haunted"                       | 2018 | Postas                 | [ 29 ] |
| "Bulletproof"                   | 2018 | Postas                 | [ 30 ] |
| "Lo Siento"                     | 2019 | Postas                 | [ 31 ] |
| "Sleepwalking"                  | 2019 | Postas                 | [ 32 ] |
| "When I'm Not Around"           | 2019 | Postas                 | [ 33 ] |
| "Iris" (with Breaking Benjamin) | 2020 | Alyson Coletta         | [ 34 ] |
| "Obvious"                       | 2020 | Kevin Garcia           | [ 35 ] |
| "Ghost Myself"                  | 2020 | Kevin Garcia           | [ 36 ] |
| "Ghost Myself" (version 2)      | 2021 | Nayip Ramos            | [ 37 ] |
| "American Dream"                | 2021 | Nayip Ramos            | [ 38 ] |
| "Unlovable"                     | 2021 | Nayip Ramos            | [ 39 ] |